# Àlber
L'àlber, àlber blanc, poll àlber, poll/pollancre blanc, àlber argentat, (Populus alba) és una espècie de pollancre. És un arbre de la família de les salicàcies originari del centre i el sud d'Europa i del Marroc fins a l'Àsia central. El terme Populus alba prové del llatí, de manera que rep el nom de Populus (del llatí: popular) per ser abundant i en gran quantitat, i a més, val a dir que aquest era el nom antic llatí que rebia el pollancre o àlber. D'altra banda, el terme alba (del llatí: blanc) fa referència al dens toment blanc del revers de les fulles. La variant Populus pyramidalis rep el nom d'àlber gavatx o pollanc gavatx.
Pertany a la família de les salicàcies, que es compon de prop de 200 espècies de plantes llenyoses, en casos excepcionals herbàcies, però generalment arbòries o arbustives, trenta de les quals pertanyen al gènere Populus i les restants a Salix.

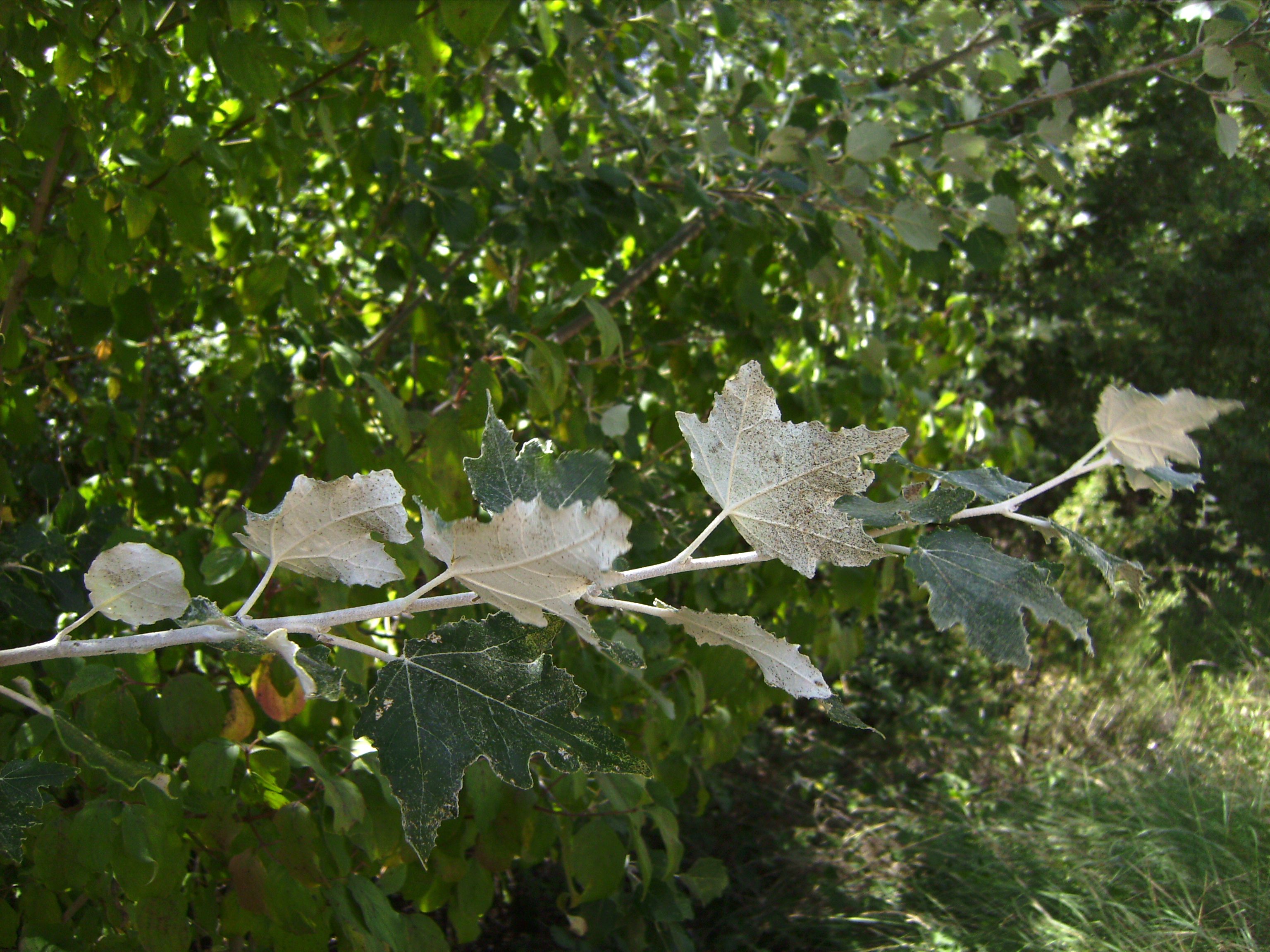
Branca i fulles d'àlber silvestre a un torrent de la Serra de Castelltallat

## Descripció
És un arbre caducifoli corpulent de forma arrodonida i ràpid creixement, de fins a 30 m d'alçada i 1 m de diàmetre, de forma ampla i columnar, de gruix tronc i sistema radical fort, amb nombroses arrels secundàries llargues que emeten multitud de tanys. Escorça llisa, blanquinosa, gris, fissurada, més fosca a la base, amb les cicatrius negroses d'antigues branques.
Les fulles, caduques, són simples, alternes, ovades o palmades, de vora dentada; cobertes en el revers d'una capa densa de pèls de color blanquinós. Fulles tomentoses en totes dues cares i en el pecíol. Fulles variables en els brots, amb 3-5 lòbuls, blanques i piloses de joves, les adultes amb feix verd fosc, glabre i revers densament blanc-tomentós, limbe molt polimorf. Fulles grans normalment palmatilobulades, de base de cor. Fulles de les branquetes arrodonides o ovades, poc lobulades, amb menys tomento. Aments penjants. Els masculins de 3-6 cm de longitud, llanosos. Els femenins més llargs i prims. A la tardor la coloració és marró o groguenca.
Les flors masculines són grans i vermelloses, en aments penjants, flors femenines són de color groc-verdós sobre peus separats. Floreix abans que brotin les fulles.
El fruit és una càpsula bivalva, ovoidea i lampinya. Les llavors tenen un plomall de pèls.

## Morfologia

### Forma vital
Macrophanerophyta: macrofaneròfits, amb gemmes persistents a més de dos m d'alçada.
Arbre del gènere Populus, caducifoli i dioic.

És un arbre alt i corpulent, de forma arrodonida i de creixement molt ràpid. A vegades pot presentar-se una mica tort. Té una forma ampla i columnar, amb un tronc gruixut i sistema radical fort. Està desproveït de turions i la capçada és oberta i escampada, és a dir, ampla i irregular, amb branquetes i brots tomentosos.

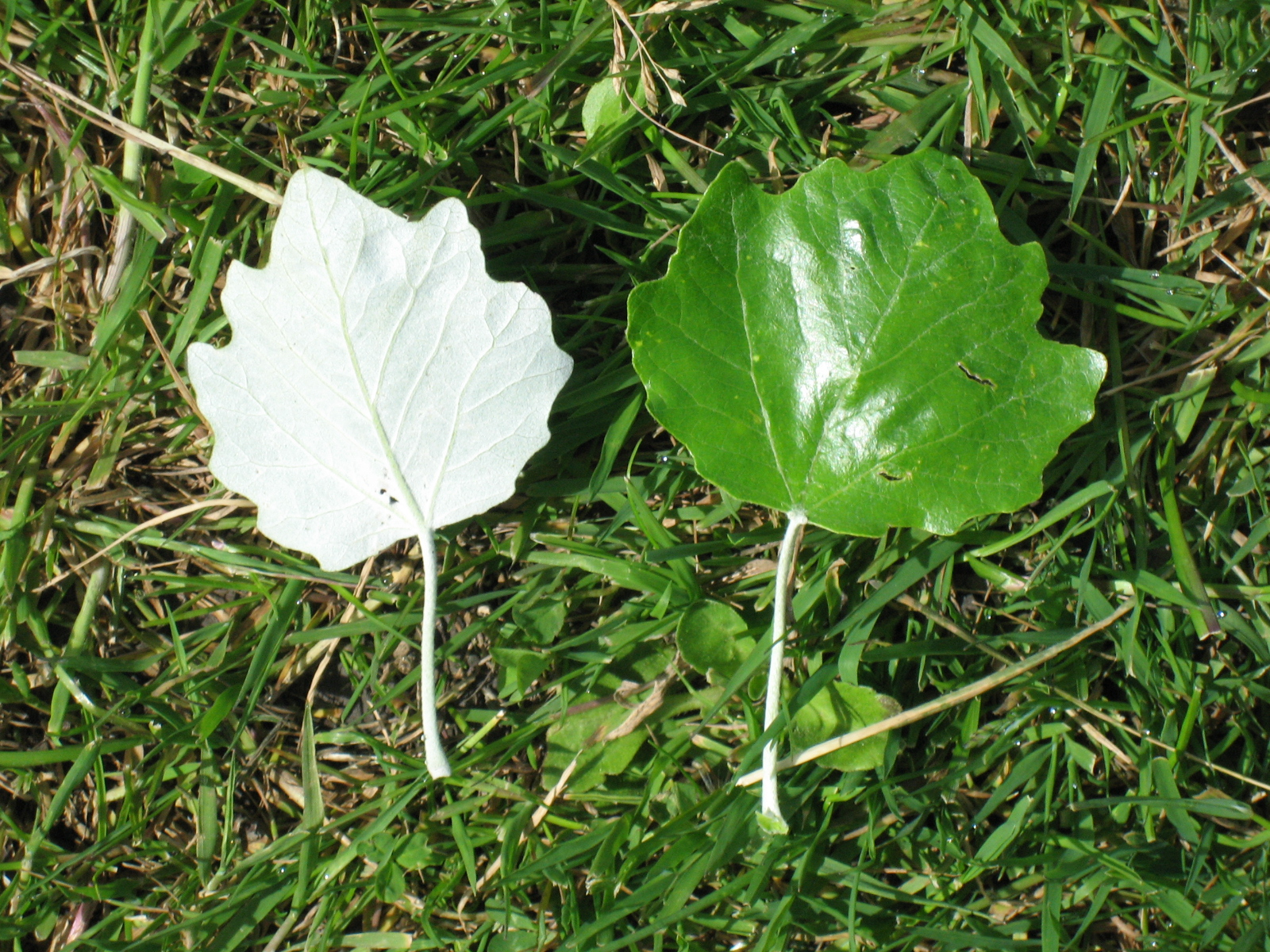
fulles d'àlber, anvers i revers

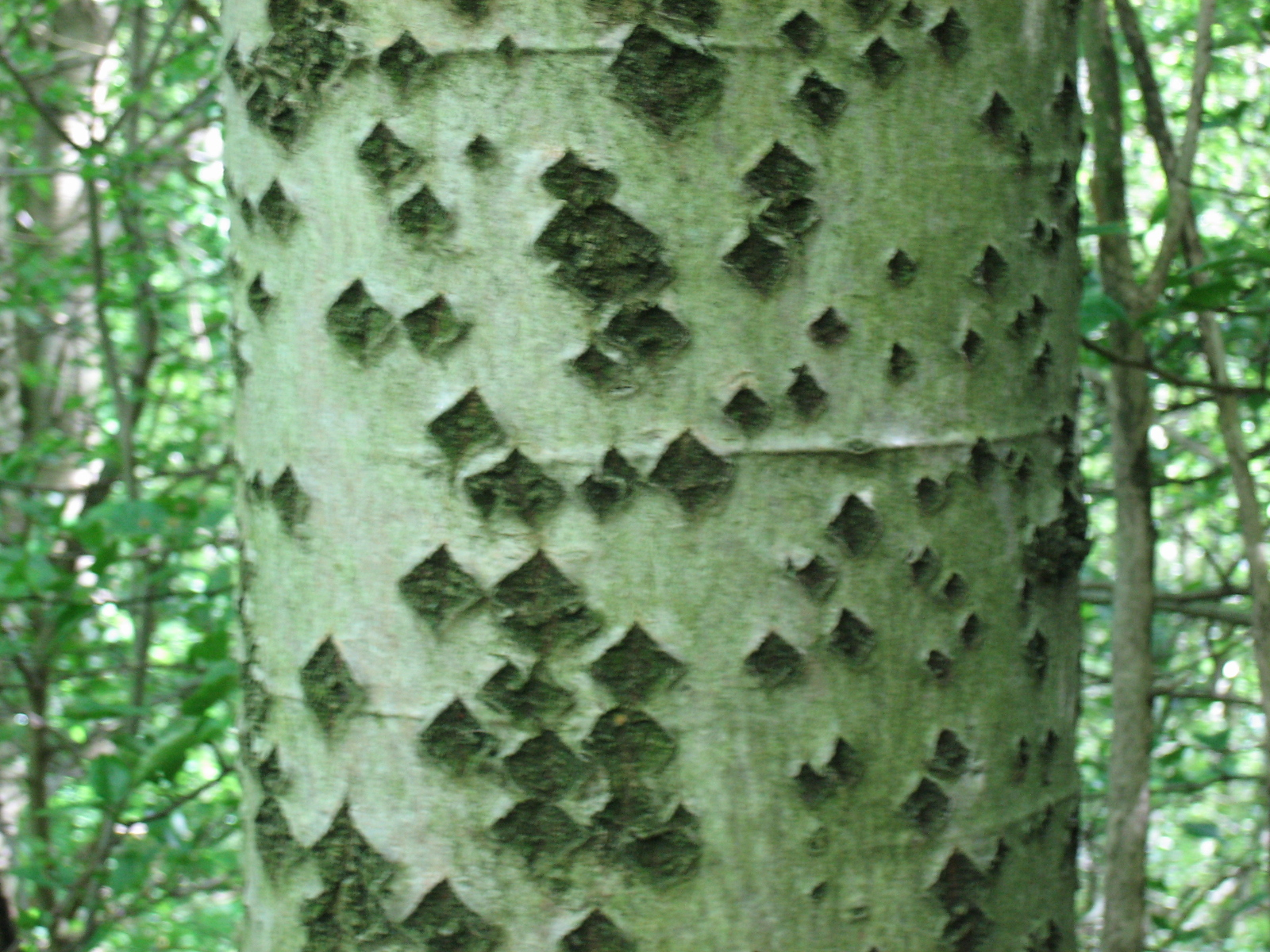
tronc d'àlber mostrant les marques en forma de diamant

La rel és axonomorfa, amb una arrel forta principal i d'altres secundàries. El sistema radical fort que presenta té nombroses arrels secundàries llargues que emeten multitud de renovaments. Gràcies a la seva fortalesa les arrels poden arribar a grans profunditats. Les arrels superficials donen sovint rebrots, que apareixen de vegades, ben lluny de l'arbre que les origina (20 m o més).
La tija és monopòdica, de tronc llenyós, gruixut i arrodonit. Amb una escorça llisa amb una coloració entre blanquinosa i grisa, esquerdada amb marques fosques en forma de diamant, amb cicatrius negroses d'antigues branques, més fosca a la base. Només els troncs d'individus més vells presenten l'escorça esquerdejada i enfosquida, ja que als exemplars nous l'escorça és de color blanc agrisada, i amb el temps apareixen moltes fissures. Les branques noves o joves són verdes i peludes, cobertes d'una escorça blanca i llisa. Gemmes pubescents, lleugerament viscoses, amb diverses escames exteriors, i branquillons i bràctees floríferes piloses. Les bràctees dels aments són dentades, laciniades, o profundament dividides.
Té la fulla caduca, simple, peciolada, generalment alternada, oval, irregularment sinuada o lobulada, de vora dentada amb dents obtuses, coriàcia i proveïdes d'estípules. Fulles de 4 a 15 cm de llarg, de color verd a l'anvers i blanc al revers, tomentoses a les dues cares i al pecíol, llarg (de 4-6 cm) i gruixut (fortament comprimit). Cobertes al revers per una capa densa de pèls enfeltrats de color blanquinós. Fulles variables en els brots, experimenten un canvi de joves a més madures. Les joves inicialment són blanques i piloses per ambdues cares, però després es tornen verd fosques, glabres i llustroses per l'anvers, mentre que el revers continua de color blanc pur, densament blanc tomentós. Les fulles superiors o majors s'obren en 3-5 lòbuls més o menys profunds, normalment palmades-lobulades, amb base en forma de cor i llargs pecíols. Les fulles de les branquetes, o inferiors, són més arrodonides o ovades, poc lobulades, menys tomentoses, irregularment denticulades i amb els pecíols lleugerament aixafats, més curts. Les fulles dels brots subterranis són profundament lobulades. A la tardor la coloració és marró o groguenca

### Òrgans reproductors
Les flors són unisexuals amb distribució dioica, sobre arbres diferents, disposades en inflorescències amentiformes, compostes de moltes flors assentades que neixen a l'axil·la de les bràctees escarioses. Flors més o menys aclamídies.
Formen inflorescències, que són aments penjants, cilíndrics, flexibles i de color carmí. Els masculins de 3-6 cm de longitud, llanosos, amb moltes flors, cadascuna amb estams visibles i sobresortints. Els femenins d'uns 8-10 cm de longitud són més llargs i prims, també amb nombroses flors. Generalment les inflorescències es desenvolupen abans que apareguin els primers brots de les fulles, el que implica que floreix a principi de la primavera, de Febrer a Abril.
Les flors són molt simplificades, queden tan reduïdes d'abillament que gairebé no tenen calze ni corol·la. Com que el periant està molt reduït de manera que les peces sexuals apareixen a les axil·les de les bràctees. Les flors estan protegides per unes gemmes oloroses i resiníferes de color groguenc o marró. Tenen una petita escama en cada flor, tant en les masculines com en les femenines.
Les flors masculines són grans i vermelloses. Presenten nombrosos estams, de 8 a 18 estams amb les anteres vermelles, lliures o soldats i pol·len binucleat, inoberturat i anemògam, ja que la pol·linització la realitza el vent. (androceu)
Les flors femenines són de color groc-verdós, molt més llargues en la fructificació. Llanoses, es troben sobre peus separats. Només té un sol pistil. Ovari súper, bicarpelar, unilocular bivalve i prolongat en un estil amb 4 estigmes reflexos i groguencs, que conté al seu interior nombrosos primordis seminals anàtropes. (Gineceu)
Després de la fecundació es produeix el fruit en forma de càpsula oblonga-cònica, bivalva, ovoide i glabre, on es desenvolupen nombroses llavors petites, lleugeres i piloses, proveïdes d'un plomall de pèls basals, llargs i de tacte llanós o sedós, sense endosperma i per tant, sense albumen, i amb embrió recte, les quals, generalment només conserven el seu poder germinatiu durant breus dies. Els fruits en càpsula maduren de maig a juliol.

## Ecologia

### Hàbitat
Generalment apareixen a les vores i ribes dels rius, a prop dels cabals d'aigua, a terrenys fangosos i profunds, on poden suportar temperatures extremes i certa salinitat, i a llocs bastant humits. No tenen grans requeriments quant al tipus de sòl, ja que pot viure en sòls calcaris. Pel que fa als grans rius europeus de curs permanent cap a la vora del riu es troben els boscos de fusta tova, formats per pollancres tant Populus alba com Populus nigra, i verns (Alnus glutinosa) que contacten amb les salzedes.
Com a arbres de ribera, el gènere Populus es caracteritza per la captació d'aigua de capes freàtiques profundes tot i que prefereixen les que no ho són gaire, a les quals poden accedir mitjançant sistemes radiculars de gran longitud.
Les plàntules de Populus són heliòfiles, i per tant, incapaces de prosperar sota un dosser dens.
Una de les seves característiques és que suporta bé el fred. Populus inclou uns dels pocs arbres planocaducifòlis que poden suportar àmpliament temperatures de —40 °C. Mentre que la immensa majoria dels arbres caducifolis mostren, això no obstant, limitacions en la seva capacitat de resistència al fred, lligades probablement a l'escurçament del període d'activitat vegetativa propi dels climes de latituds boreals i alta muntanya, on són reemplaçats pels boscos de coníferes perennifòlies. A latituds altotemperades i boreals, així com a l'alta muntanya temperada, l'hàbit arbori perennifoli correspon gairebé en exclusiva a les coníferes; d'altra banda, els pocs arbres caducifolis de fulla plana que conviuen amb ella són algunes espècies del gènere Populus, així com altres dels gèneres Betula (bedolls) i Salix (salzes). Així doncs, habita boscs caducifolis clars.
En alguns casos les espècies del gènere Populus, entre d'altres, que siguin arbres caducifolis de fulla petita i creixement ràpid, participen secundàriament o formen bosquets de substitució quan les coníferes són destruïdes pel foc o les allaus.

### Distribució mundial
Espècie amb una àmplia distribució, situada fonamentalment al centre i sud d'Europa, a l'Àsia central i al Nord d'Àfrica, especialment al Marroc, i també a tota la península Ibèrica. Principalment presenten gran importància als boscos temperats de l'Hemisferi Nord, i per contra tenen una escassa representació a l'Hemisferi Austral.
Pel que fa a Europa central i sud-oriental, es troba en boscos a les proximitats d'aigua. Majoritàriament situats a Itàlia i la Unió Soviètica; i ha estat introduït a Portugal, Espanya, França, Gran Bretanya, Bèlgica, Holanda, Dinamarca i Suïssa.
És un arbre abundant a la península Ibèrica, es troba als Pirineus, i sobretot també és freqüent per tota la zona de Castella, on es poden trobar principalment tres espècies de Populus: Populus alba, Populus nigra i Populus tremula. Es troben en jardins i voreres de riu enjardinades. És present a la província de Sòria, al Duero, per sota d'Almazán comencen a haver-hi algunes alberedes naturals. També el podem trobar en boscos de ribera de La Rioja, i del riu Guadiamar, i als Pirineus, però en general a prop dels rius. És a dir, podem trobar aquesta espècie acompanyada de cursos d'aigua tant en zones atlàntiques com en zones mediterrànies.

### Distribució als Països Catalans

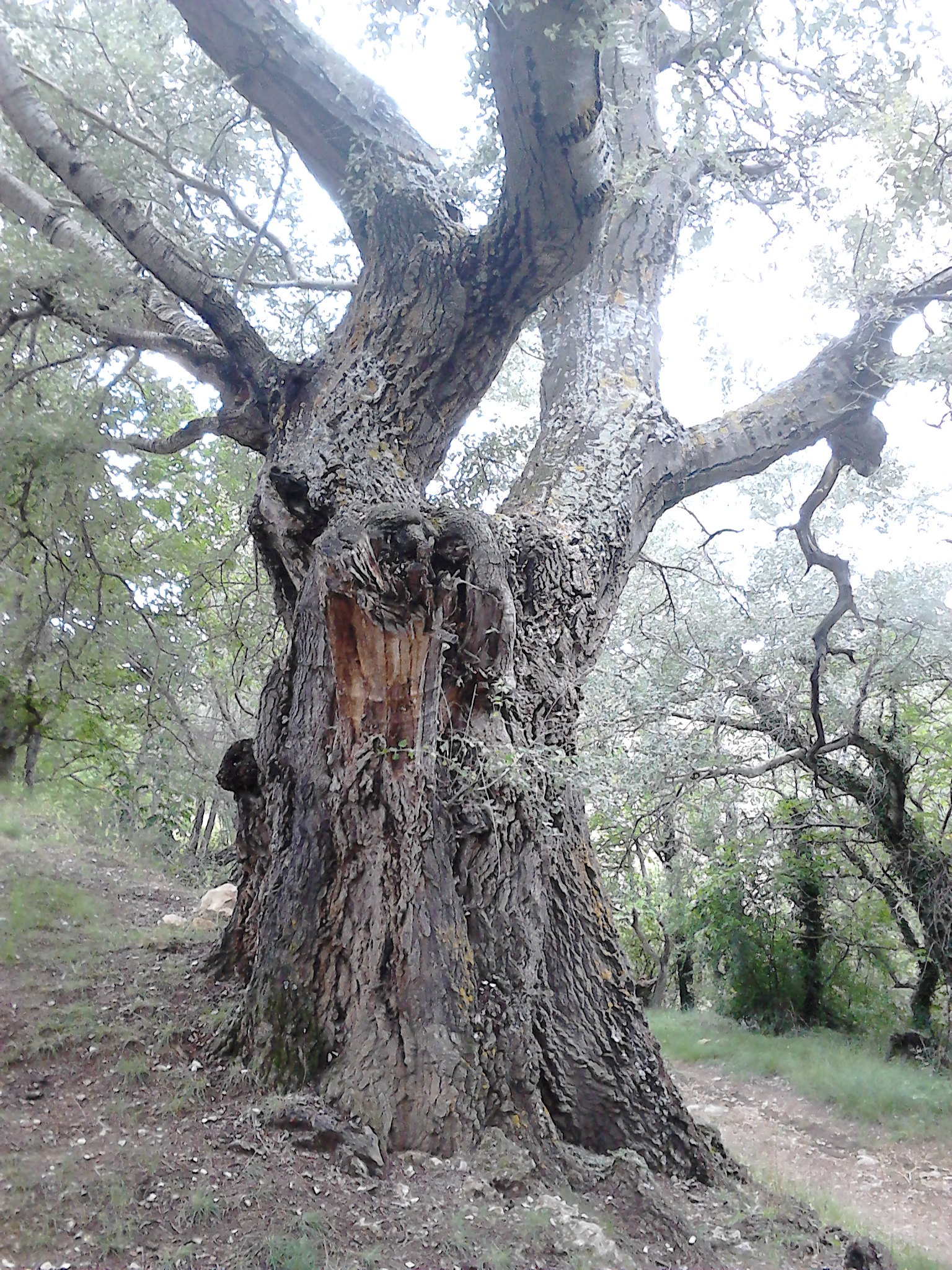
Chopo de Negron, a Negrón, un dels quatre supervivents del reportatge de 1914 de Rafel Janini i Janini Algunos árboles y arbustos viejos de la provincia de Valencia

S'ha de destacar que les espècies arbòries del gènere Populus a Catalunya presenten formacions de boscos de ribera o de zones sempre humides que, per la seva constant disponibilitat d'aigua, es distribueixen de manera azonal pel territori.
És característic dels boscos de ribera de la terra baixa i de l'estatge montà, on conviu gairebé sempre amb el pollancre (Populus nigra). Forma alberedes amb altres arbres com l'om, el freixe de fulla petita, l'arç blanc, els salzes i el mateix pollancre.
Es pot trobar als Pirineus (de la Vall d'Aran i del Pallars Jussà al Vallespir i a l'Alt Empordà), on és poc comú; a comarques plujoses del nord-est (de la Garrotxa al Montseny i a la Selva), on hi és força comú; a Muntanyes Catalanídiques del sud del Montseny (al Maresme, al Vallès Oriental, a la Serra Superior del Vallès, i al massís de Prades, tot i que en aquests indrets és força rar). S'acostuma a trobar a altures que s'inclouen dins de l'interval: 300-2000 m.
La comarca de la Selva és la primera en superfície ocupada pel conreu de pollancre. El conreu de pollancre té una gran tradició en aquesta comarca. El pollancre es troba en plantacions seguint els corrents d'aigua a les conques dels rius Tordera i Ter, i en terrenys hidromorfs com l'estany de Sils, on hi hagi disponibilitats d'aigua superficial.
Creix en ribes de rius i altres cursos d'aigua o allà on la capa freàtica d'aigua està molt prop de la superfície com en el cas de les proximitats del riu Tordera
Populus alba el podem trobar a la confluència de la riera de Rajadell al riu Cardener, i amb algunes interrupcions acostuma a serpentejar pel fons de la vall d'algunes rieres del Bages i dels dos rius, el Cardener i el Llobregat. També és un arbre abundant a la Cerdanya, essent una de les espècies més representatives de la comarca.
Al País Valencià es troba sobretot al nord. I és totalment absent a l'extrem sud. No es troba a les Illes Balears, on si hi ha algun exemplar són de cultiu.

## Cultiu
Es conrea per a l'obtenció de fusta, ja que són arbres de creixement molt ràpid, i en uns trenta anys poden produir una bona quantitat de fusta útil. La fusta és homogènia, de densitat lleugera, porosa, de secat fàcil i ràpid; resistent a l'abrasió i elàstica. És una fusta blanca i poc resistent, que s'utilitza en fusteria lleugera, per a paviments, embalatges i part interior dels mobles, per a pasta de cel·lulosa per fer paper, panells contraplacats, també llumins per la seva lenta combustió, etc. L'escorça té un colorant groc. El conreu és dificultat pel corc del pollancre, un corc agressiu del qual les larves fan molt malbé, sobretot als arbres joves, en excavar galeries profundes que fan la fusta inutilitzable, si l'arbre no en mor. És difícil i onerós combatre'l.
També es conrea com a arbre ornamental, són generalment utilitzats pel color de la seva escorça, el contrast de les seves fulles i per l'agradable ombra que ofereixen. Són molt freqüents també com a defensa del mar, com a tallavents en camins propers al mar, això és així per la seva facilitat de reproducció vegetativa i longevitat, pot arribar fins als 400 anys i també perquè poden suportar la contaminació.
Per la quantitat de renovaments que emet pot competir amb altres espècies pròximes. Les seves arrels són agressives, per la qual cosa s'ha de descartar la seva plantació a prop d'instal·lacions o construccions. Per això s'ha de vigilar quan es cultiva com a arbre ornamental, perquè necessiten jardins grans, ja que posseeixen moltes arrels i molt grans.
Pel que fa al cultiu a la Selva actualment, la populicultura s'orienta cap a la producció de fusta tova blanca apta per al desenrotllament, neta de nusos, la qual cosa exigeix una acurada poda i un marc de plantació suficientment ampli. Habitualment, s'adopta un marc de plantació de 5 × 5 metres utilitzant plançons de l'any plantant-los a 1,20 m de fondària, fent els forats amb una barrina. Encara que aquest marc permet el pas de maquinària per fer el treball de conreu, per al manteniment del sòl i control de la vegetació herbàcia, és totalment insuficient per tal de produir gruixos d'un diàmetre mínim de 30 cm que exigeix actualment la indústria. D'aquesta manera, en les noves plantacions ja es recomanen unes distàncies superiors, de 6 × 6 m.
Es cultiven molts híbrids a tot Europa per a obtenir pasta de paper. Com que els arbres d'aquesta família s'hibriden amb facilitat, es fan plantacions amb espècies d'aquesta mena, que donen més rendiment de fusta que no pas els arbres silvestres dels quals provenen. Els híbrids d'àlber i trèmol (Populus alba amb Populus tremula) anomenats botànicament (Populus x canescens) són plantats molt freqüentment pel seu gran vigor i creixement molt ràpid.

## Farmacologia
S'usen totes les parts de l'arbre, majoritàriament les escorces, generalment de les branques, però també les fulles i les gemmes.
S'ha utilitzat en el tractament d'afeccions urinàries, de ciàtica i de processos febrils. No presenta efectes secundaris ni tòxics. L'àlber s'utilitza poc com a remei antiinflamatori, ja que existeixen preparats més actius fets a base d'altres plantes com el salze. Algunes preparacions farmacèutiques alemanyes inclouen els extractes de fulles de l'àlber a fórmules destinades al tractament de la hipertròfia de la pròstata.
Les fulles i l'escorça tenen propietats astringents i són bones per a combatre la febre. L'escorça s'aplicava sobre les ferides i la resina és bona pels refredats i dolors.
La medicina popular utilitza les gemmes, que es recol·lecten a la primavera, quan encara es troben tancades i rodejades d'escames viscoses. Es recomana fer la recol·lecció a arbres ja caiguts o abatuts, de manera que no s'alteri l'ecosistema i els arbres joves puguin arribar a madurar per complet. Les gemmes, un cop recollides, s'han d'assecar ràpidament i preferentment a un assecador; un cop finalitzat el procés d'assecatge, es conserven a recipients tancats.
L'escorça de l'alber és molt adequada per a l'obtenció de carbó vegetal. El carbó de l'àlber ofereix un remei amb alt poder absorbent (absorció de líquids) i adsorbent (de gasos). En el tractament de múltiples problemes digestius el carbó vegetal de fusta d'àlber finament polvoritzat, actua com un poderós adsorbent de toxines al conducte digestiu. Les aplicacions més destacades són: com a antídot en casos d'intoxicacions per plantes o substàncies verinoses; com a antidiarreic i antitòxic en cas de gastroenteritis i colitis, així com en cas de fermentacions i putrefaccions intestinals que ocasionen dispèpsies flatulentes o fètides, i com a dentífric: El raspallat de les dents amb carbó vegetal polvoritzat, blanqueja la dentadura i les genives es desinflamen. El carbó arrossega el carrall i les restes d'aliments en putrefacció que s'acumulen entre les dents i a sota de les genives.

### Principis actius
Les salicàcies produeixen glucòsids, el més important dels quals és la salicina, que s'acumula principalment a l'escorça dels arbres de les branques joves. Les escorces també tenen abundància de matèries tàniques; i a més, manana, galactana, xilana, que es localitzen al tronc; De cops, també produeixen manita i en casos excepcionals, petites quantitats d'essències. En les salicàcies no es coneixen alcaloides.
En el cas concret de Populus alba:
L'escorça i les fulles contenen fenols senzills (2-6% en fulla; 1,5-2,0% a l'escorça). Salicortina, tremulacina, salicina, tremuloidina, salirepòsid, populina i ericina.
Les gemmes contenen:
- Resina: A les gemmes foliars d'aquest arbre hi ha diverses matèries resinoses i una essència groguenca, d'olor semblant a la que desprèn la camamilla, constituïda per una barreja de parafines homòlogues (d'uns 24 àtoms de carboni), de d-humulè i de diversos sesquiterpens; l'humulè és cariofilè α.
- Traces d'oli essencial, amb cariofilè (alfa i beta cariofilè). També monoterpens com eucaliptol, sesquiterperns com arcurcumè, cadinè, bisabolè, bisabolol, humulè, famesè.
- Flavonoides: Els més representatius crisol (Crisina) i tectocrisol (tectocrisina), també té galangósid, quercetòsid, ramnòsid, galengina, izalpinina, pinocembrina, pinostrobina, genkwanina, apigenmina, kenferol.
- Àcids fenòlics derivats de l'àcid cinàmic. Àcids cafeic, ferúlic.
- Fenols senzills: Salicina, tremulina. Salipopulòsid (saliciltremuloïna, salicina). La salicina és un principi actiu (classificada com a salicilat) que s'extreu de l'escorça de les salicàcies, entre les quals l'àlber i el salze. Es considera el precursor natural de l'aspirina. La salicina transformada en àcid, es fa reaccionar amb l'anhídrid acètic per formar l'àcid acetilsalicílic (nom químic amb què es coneix l'aspirina).
- Tanins.

## Acció farmacològica/propietats
Les substàncies presents en aquest arbre li confereixen propietats altament desinfectants i diürètiques. La seva eficàcia contra les malalties de les vies respiratòries superiors està àmpliament demostrada.
Així doncs, es pot afirmar que actua com a: diürètic wricosúric, antisèptic urinari, sudorífic. És a dir, que provoca sudoració, baixa la febre i augmenta la producció d'orina. Això el fa especialment útil en el cas de malalties febrils, i sempre que es vulgui provocar un efecte depuratiu a l'organisme. També actua com a balsàmic i expectorant. De manera que s'administren en cas de bronquitis agudes i cròniques, així com en qualsevol tipus de refredats bronquials, desinflen la mucosa bronquial i faciliten que es produeixi una mucositat més fluida, que així s'elimina amb facilitat.
És indicat per a estats en els quals cal un augment de la diüresi: afeccions genitourinàries (cistitis, ureteritis, uretritis, pielonefritis, oliguria, urolitiasis), hiperazotèmia, hiperuricèmia, gota, hipertensió arterial, edemes, sobrepès acompanyat de retenció de líquids. I faringitis, bronquitis, enfisema, i asma.
Pel que fa a l'ús extern, té propietats d'analgèsic i cicatritzant.
A l'ús tòpic s'hi pot incloure: el tractament de ferides, hemorroides, cremades i dolors reumàtics. Així doncs, actua com a antiinflamatori (ja que inhibeix la ciclooxigenasa) i antireumàtic, es recomana contra els atacs de reuma, les poliartritis (inflamació de diverses articulacions) i dolors reumàtics en general. El carbó vegetal, que és utilitzat com a carbó medicinal, actua com a antídot-neutralitzant de certes intoxicacions i com a antidiarreic, pel seu efecte adsorbent i absorbent, per això és eficaç en diarrees, meteorisme i intoxicacions.
En plantes com l'àlber blanc, tot i que encara que no s'han descrit casos, els derivats salicilats, de la mateixa manera que l'àcid acetilsalicílic, podrien donar lloc a un augment dels efectes de la warfarina.
També fa que cessin la inquietud i la por per causes desconegudes i permet afrontar les situacions amb més confiança.

### Formes galèniques/posologia
A les oficines de farmàcia se sol trobar l'extracte d'aquesta planta. Es poden trobar en forma de xarops, tintures, pomades d'ús extern, etc. Antigament les substàncies resinoses i l'essència que cobreixen les gemmes, afegides sobre greix de porc i altres substàncies, s'empraven per a calmar els dolors de les hemorroides.
S'utilitza la droga polvoritzada, infusions/decoccions, extracte fluid o sec, tintures. La droga polvoritzada se subministra en 5-10 g/24 hores.
Es preparen infusions a partir de l'escorça de les branques i les gemmes, que serveixen per a alleugerir les hemorroides i per millorar la bronquitis. Preparades en decocció, s'utilitzen per a les neuràlgies preparant compreses mullades en decocció realitzades amb 15 grams d'escorça.
- Ús intern:
  - Infusió d'ús intern: dues cullerades soperes en mig litre d'aigua, infondre 10 minuts. Prendre durant el dia.
  - Extracte fluid (1:1): 30 a 50 gotes, tres a cinc vegades al dia.
  - Xarop (3% d'extracte fluid): 1 a 5 cullerades soperes al dia.
  - Carbó vegetal: un o dos comprimits o una o dues culleradetes de cafè, d'una a tres vegades al dia.
  - tintura: 2-5 g, repartits en diverses preses.
  - Tintura mare: 40 g tres cops al dia.
- Ús extern:
  - Infusió de brots o decocció de l'escorça aplicat en forma de rentades o compreses.
  - Pomada, amb extracte fluid o glicòlic.
  - L'ungüent Populi: és un remei contra la inflamació de les hemorroides. Figura des de fa tres segles a les farmacopees de tot Europa, i segueix essent un tractament vàlid per alleugerir la congestió i el dolor hemorroïdal. A més és vulnerari, és a dir, que guareix les ferides i contusions de la pell. S'aplica, encara que amb dubtosa eficàcia, per evitar la caiguda del cabell.

## Toxicitat i contraindicacions
No se'n coneixen efectes tòxics:
No s'han descrit reaccions adverses a les dosis terapèutiques recomanades. Tanmateix, a altes dosis, en tractaments crònics o en individus especialment sensibles es poden produir reaccions adverses. Tot i que no són freqüents, poden ser afeccions digestives com ara nàusees, vòmits, gastràlgia, gastritis, úlcera pèptica o hemorràgia digestiva, a causa de la presència de precursors de l'àcid salicílic, produint-se una sobredosi salicílica. També pot causar al·lèrgies dermatològiques; les gemmes de l'àlber poder produir reaccions d'hipersensibilitat o dermatitis per contacte. Tot i així, la probabilitat d'intoxicació pel consum de les infusions és molt baix.
Estan contraindicades en els casos d'hipersensibilitat al medicament; hi pot haver reaccions creuades d'hipersensibilitat amb pròpolis o bàlsam del Perú. També quan hi ha hipersensibilitat als salicilats. En els casos d'úlcera pèptica o gastritis, aquest medicament podria causar-ne un empitjorament degut a l'efecte ulcerogènic dels derivats salicilats. Cal no prescriure'n extractes alcohòlics a infants de menys de dos anys ni a persones en procés de deshabituació etílica.

## Precaucions
- Al·lèrgia als antiinflamatoris no esteroidals (AINE). Les persones al·lèrgiques als salicilats poden presentar sensibilitat creuada amb altres antiinflamatoris.
- Asma. Aquest medicament s'ha d'utilitzar amb precaució en cas d'asma a causa de l'efecte broncoconstrictor dels salicilats per inhibició de la síntesi de prostaglandina E2.
- Alteracions de la coagulació. Aquest medicament s'ha d'utilitzar amb precaució en cas de trastorns de la coagulació, ja que els salicilats presenten una activitat antiagregant plaquetària i, per tant, pot afavorir l'aparició d'hemorràgies.
- Insuficiència cardíaca. Aquest medicament s'ha d'utilitzar amb precaució en cas d'insuficiència cardíaca perquè, pel seu efecte diürètic, pot produir un desequilibri hidroelectrolític que empitjori el quadre. L'ús de diürètics en presència d'hipertensió o cardiopaties, només s'ha de fer per prescripció i sota control mèdic, donada la possibilitat d'aparició d'una descompensació tensional o, si l'eliminació de potassi és considerable, una potenciació de l'efecte dels cardiotònics.
- Insuficiència renal. Aquest medicament s'ha d'utilitzar amb precaució en cas d'insuficiència renal perquè pot empitjorar la funcionalitat renal.
- Tenir en compte el contingut alcohòlic de l'extracte fluid, la tintura i el xarop

## Interaccions amb altres substàncies
- AINE. Aquest medicament pot potenciar l'activitat i els efectes secundaris d'altres AINE.
- Heparina, anticoagulants orals, antiagregants plaquetaris. Aquest medicament pot potenciar els efectes de l'heparina, anticoagulants orals o antiagregants plaquetaris, afavorint l'aparició d'hemorràgies.
- Alcohol. L'alcohol pot emmascarar els símptomes de la sobredosi per salicitats i pot potenciar la toxicitat d'aquests.
- Barbitúrics. Els barbitúrics poden emmascarar els símptomes de la sobredosi per salicilats i poden potenciar la toxicitat d'aquests.
- Inhibidors de l'anhidrasa carbònica (acetazolamida, diclofenamida). Els salicilats s'han associat a la producció d'acidosi metabòlica en nens consumidors d'inhibidors de l'anhidrasa carbònica. S'ha de procurar evitar l'associació en qüestió.

## Curiositats
- Es coneixen molts fòssils de Populus i de Salix, que es remunten des del Quaternari fins al Cretaci superior.

Populus alba presenta aplicacions màgiques: L'àlber blanc (Eadha pels druides) corresponia a la lletra E a l'alfabet druídic Ogham i era molt apreciada. Creien que els dos colors de les seves fulles eren símbol de la dualitat de l'ésser humà, de la vida i la mort, del dia i la nit, del bo i el dolent. Les gemmes i fulles de l'àlber es portaven a sobre per atraure els diners.
- Una llegenda diu que Hèrcules després de la victòria sobre el ca Cèrber, es va coronar una corona feta de fulles d'aquest arbre. La part de les fulles enganxades al cap eren del color clara, mentre que la part de fora era la fosca, pels focs dels inferns. Per aquest motiu és pel qual també va rebre el nom d'Àlber d'Hèrcules. Els sacerdots d'aquest déu portaven la corona de pollancre.
- Oracle celta. Entre els pobles celtes era molt valorat per les seves virtuts medicinals. I a més, s'ha d'afegir que el fet que sigui un arbre molt relacionat amb el vent (les fulles tenen llargs pecíols i tremolen quan bufa, sembla que "parlen") va fer que fos considerat com un missatger dels déus i utilitzada d'oracle per a predir el futur.
- De cops també és associat als viatges astrals.
- Moltes espècies s'hibriden entre si fent la identificació d'individus isolats, de vegades difícil.
- Als llibres de Harry Potter, la vareta més poderosa era feta d'àlber.